# Asterix und Kleopatra (Film)
Asterix und Kleopatra (Originaltitel: Astérix et Cléopâtre) ist der zweite Asterix-Zeichentrickfilm aus dem Jahr 1968, der auf dem gleichnamigen Comicband von René Goscinny und Albert Uderzo basiert. Ab dem 3. Oktober 1986 war der Film in den Lichtspielhäusern der DDR zu sehen. 2002 entstand die Realverfilmung Asterix & Obelix: Mission Kleopatra nach derselben Vorlage.

## Handlung
Zwischen Kleopatra, der schönen Herrscherin von Ägypten, und Julius Cäsar, dem römischen Imperator, kommt es im Streit zu einer Wette. Cäsar behauptet, das ägyptische Volk sei dekadent geworden. Die gekränkte Herrscherin möchte diese Behauptung nicht auf sich sitzen lassen. Sie entgegnet, ihr Volk könne binnen drei Monaten einen prächtigen Palast in Alexandrien bauen. Cäsar nimmt die Wette amüsiert an. Den Auftrag zum Palastbau erhält der Architekt Numerobis. Sollte er erfolgreich sein, würde er mit Gold überschüttet, wenn er hingegen scheiterte, werde er den Krokodilen zum Fraß vorgeworfen.
Leider scheint Numerobis als Architekt nur wenig begabt, viele seiner Bauten sind schiefe und wackelige Bruchbuden und die Bewohner von Alexandrien machen sich lustig über ihn. Daher erscheint ihm das Vorhaben innerhalb von nur drei Monaten als unmöglich. Er beschließt, nach Gallien zu reisen, um seinen alten Freund, den Druiden Miraculix, um Hilfe zu bitten. Dieser sagt seine Hilfe zu und reist in Begleitung von Asterix und Obelix mit nach Ägypten. Dort angekommen, gibt es allerhand Widrigkeiten mit Numerobis’ Rivalen, dem verschlagenen und neidischen Pyradonis.
Pyradonis und sein Komplize Schraubziris versuchen auf unterschiedlichste Art und Weise, die Bauarbeiten am Palast zu sabotieren. Erst wiegelt Pyradonis die Arbeiter auf, bis diese streiken. Als Miraculix einen Zaubertrank braut und an die Arbeiter verteilt, sind diese wieder motiviert und der Bau schreitet zügig voran. Nun soll Schraubziris zu den Steinbrüchen im Süden reisen, um den Oberaufseher der Steinbrüche zu bestechen. Der Oberaufseher lässt daraufhin sämtliche Steinblöcke im Nil versenken. Als Numerobis bemerkt, dass sein Steinblock-Nachschub versiegt ist, schöpfen Asterix und Obelix sofort Verdacht und reisen mit Miraculix zu den Steinbrüchen. Auf dem Weg dorthin kommen sie an den Pyramiden von Gizeh vorbei, wo Obelix der Sphinx die Nase abbricht. Schraubziris will die Chance nutzen und bietet sich als Touristenführer an. Er lockt die Drei in eine der Pyramiden, deren Inneres ein Labyrinth verbirgt. Während die ahnungslosen Helden die innerste Kammer bewundern, sperrt Schraubziris sie ein. Die Heldengruppe findet dennoch wieder hinaus, weil Obelix sein Hündchen Idefix mitgenommen und dieser vor dem Pyramideneingang gewartet hatte. Asterix holt Schraubziris ein und befördert ihn mit einem gezielten Kinnhaken bis zu Pyradonis’ Haus.
Pyradonis heuert daraufhin Piraten an, welche die Transportschiffe entern und versenken sollen. Dummerweise sind die Piraten alte Bekannte der Gallier und als die Piraten die Gallier sehen, versenken sie sich in Panik selbst. Asterix befördert nun den Piratenkapitän zurück zu Pyradonis’ Heim. Doch Letzterer gibt nicht auf, zusammen mit Schraubziris backt er einen vergifteten Kuchen und lässt diesen im Namen der Gallier zu Kleopatra bringen. Als der Vorkoster der Königin vor Schmerzen laut jammernd zusammenbricht, werden Asterix, Obelix und Miraculix verhaftet und ins Gefängnis gesteckt. Sie brechen umgehend wieder aus und stellen die Königin zur Rede. Dank Miraculix’ Gegengift können die Drei den Kuchen unbeschadet verspeisen, den Vorkoster heilen und so Kleopatra von ihrer Unschuld überzeugen. Die Königin schenkt ihnen unverzüglich ihre Freiheit zurück. Die drei Helden begeben sich zu Pyradonis’ Haus, schnappen sich die beiden Übeltäter und verdonnern sie zur Mitarbeit am Palast.
Inzwischen ist Julius Cäsar irritiert und empört über den ungewöhnlich raschen Fortschritt des Palastbaus. Er findet heraus, dass der Grund hierfür in der Unterstützung seitens der Gallier liegt. Also lässt er Miraculix entführen, doch Asterix und Obelix befreien den Druiden gleich wieder. Als die Römer die Baustelle belagern und den Palast mit Katapulten beschießen, um die Arbeiten zu sabotieren, gebietet Kleopatra dem Treiben vor Ort und höchstpersönlich Einhalt und löst die Belagerung auf. Dank des Zaubertranks können die ägyptischen Arbeiter den Palast schließlich fertigstellen und Kleopatra gewinnt die Wette. Zum Dank für die Hilfe lässt die Herrscherin die Helden auf ihrer privaten Galeere nach Hause reisen.

## Kritiken
Das Lexikon des internationalen Films meint, der Film habe „zahlreiche Gags in Bild und Wort, flüssige Animation und rasantes Tempo“ und sei „eine rundum gelungene Asterix-Verfilmung“. Cinema schrieb, der „zweite Asterix-Film überrascht mit Gesangseinlagen und hält sich ansonsten eng an die Comicvorlage“, und fand zudem, er sei „entzückend wie Kleopatras Näschen“. Auch der Evangelische Filmbeobachter kommt zu einem lobenden Urteil: „Witziger und amüsanter Zeichentrickfilm, voller Ironie und Einfallsreichtum. Die kindlichen Betrachter werden einiges von dem trockenen Witz nicht mitbekommen, trotzdem werden sie sich mit dem Rest gut unterhalten. Für Besucher aller Altersstufen mit Sinn für solchen Filmspaß zu empfehlen.“

## Synchronisation
| Rolle                           | Originalsprecher  | Deutsche Fassung (1970) | Hessische Fassung (2001) |
| ------------------------------- | ----------------- | ----------------------- | ------------------------ |
| Asterix                         | Roger Carel       | Hans Hessling           | Michael Quast            |
| Obelix                          | Jacques Morel     | Edgar Ott               | Heinz Werner Kraehkamp   |
| Miraculix                       | Lucien Raimbourg  | Klaus W. Krause         | Jochen Nix               |
| Kleopatra                       | Micheline Dax     | Ursula Herwig           | Ursula Herwig            |
| Kleopatra (Gesang)              | Micheline Dax     | Rosi Rohr               | Rosi Rohr                |
| Julius Cäsar                    | Serge Sauvion     | Siegfried Schürenberg   | Joachim Höppner          |
| Numerobis                       | Pierre Tornade    | Walter Bluhm            | Michael Habeck           |
| Pyradonis                       | Bernard Lavalette | Martin Hirthe           | Hartmut Neugebauer       |
| Majestix                        | Pierre Tornade    | Otto Czarski            | Michael Rüth             |
| Steinverkäufer                  | Pierre Trabaud    | Jochen Schröder         | Willi Röbke              |
| Schraubziris                    | Jacques Balutin   | Klaus Miedel            | Mogens von Gadow         |
| Erzähler                        | Bernard Lavalette | Joachim Cadenbach       | Andreas Neumann          |
| Vorkoster                       | –                 | Erich Fiedler           | Thomas Albus             |
| Zenturio Chorus                 | –                 | Heinz Giese             | Manfred Erdmann          |
| Kapitän Rotbart                 | Pierre Trabaud    | Franz Nicklisch         | Peter Musäus             |
| Abstosis                        | Pierre Trabaud    | Michael Chevalier       | Michael Rüth             |
| Diener von Cäsar                | Roger Carel       | Heinz Palm              | Bernd Simon              |
| Troubadix                       | Jacques Jouanneau | Dieter Kursawe          | Michael Schwarzmaier     |
| Söldner #1                      | Pierre Tornade    | Gerd Martienzen         | Willi Röbke              |
| Asynchroner Ägypter im Vorspann | René Goscinny     | Gerd Prager             | Bernd Simon              |
| Wächter                         | –                 | Peter Schiff            | Michael Rüth             |
| Ausrufer beim Bad #1            | –                 | Gerd Prager             | Bernd Simon              |
| Ausrufer beim Bad #2            | –                 | Randolf Kronberg        | –                        |
| Ausrufer beim Bad #3            | –                 | Ingo Osterloh           | –                        |
| Lustloser Arbeiter              | –                 | Randolf Kronberg        | –                        |
| Lustloser Arbeiter #2           | –                 | –                       | Bernd Simon              |
| Papagei                         | –                 | Ingeborg Wellmann       | Wolfgang Edelmayer       |
| Söldner #2                      | –                 | Toni Herbert            | Claus Brockmeyer         |
| Söldner #3                      | –                 | Jochen Schröder         | Michael Rüth             |
| Dromedar                        | –                 | Gerd Prager             | –                        |
| Bauarbeiter                     | –                 | –                       | Bernd Simon              |
| Holzhackender Gallier           | –                 | Erich Poremski          | Michael Rüth             |
| Legionär                        | –                 | –                       | Bernd Simon              |
| Schülerlotse                    | –                 | Gerd Martienzen         | Peter Musäus             |
| Spion                           | Roger Carel       | Ingo Osterloh           | Bernd Simon              |
| Trompeter                       | –                 | Heinz Palm              | Niko Macoulis            |

Die Gesangsszenen wurden teilweise in der Dialektfassung aus der Originalsynchronisation übernommen.

## Effekte aus Tonspur
Viele Soundeffekte aus der Tonspur dieses Films, insbesondere solche von Prügelszenen, fanden einzeln oder auch in Sequenzen in den Jahren 1986–1992 bei der Produktion von 29 Folgen der deutschsprachigen Asterix-Hörspielreihe des Labels EUROPA regelmäßig und vielfältig als Konserven eine Anschlussverwendung.